# Marlin modèle 25MG
 (janvier 2024).
Le Marlin modèle 25MG est un fusil à canon lisse et à verrou, de calibre .22 WMR fabriqué par Marlin Firearms. Ce fusil a été conçu pour tirer des chevrotines et commercialisé sous le nom de carabine de jardin. Destiné à être utilisé pour éliminer des parasites dans les jardins et les fermes, il a également été utilisé pour lutter contre les parasites dans des aéroports ainsi que des entrepôts.
Basé sur des modèles Marlin antérieurs de calibre .22, la carabine de jardin était équipée d'un guidon haute visibilité mais pas de visée arrière. L'arme était disponible avec une crosse synthétique noire ou une crosse bois dur peigné droit.